# Suregada borbonica
Suregada borbonica là một loài thực vật có hoa trong họ Đại kích. Loài này được (Pax & K.Hoffm.) Croizat miêu tả khoa học đầu tiên năm 1942.